# Nototriche erinacea
Nototriche erinacea är en malvaväxtart som beskrevs av Arthur William Hill och Brian Laurence Burtt. Nototriche erinacea ingår i släktet Nototriche och familjen malvaväxter. Inga underarter finns listade i Catalogue of Life.